# Kaisermarsch
La Kaisermarsch (Marche impériale) en si bémol majeur WWV 104, est une marche patriotique écrite par le compositeur Richard Wagner pour célébrer la fondation de l'Empire allemand après la Guerre franco-allemande de 1870 qui a vu la défaite de la France.

## Historique
Le mandataire était l'éditeur C. F. Peters de Leipzig, qui souhaitait une Ouverture de fête pour le rétablissement de l'Empereur et de l'Empire et offrait une récompense de 1 500 francs suisses.
Wagner a achevé la marche impériale le 15 mars 1871 à Tribschen. Dans la composition, il a utilisé des citations du cantique de Luther Ein feste Burg ist unser Gott. Il a lui-même écrit le texte du "Volksgesang" final. Les parties instrumentales jouent colla parte avec les parties vocales qui sont généralement omises dans les interprétations actuelles.
La première a eu lieu le 14 avril 1871 à la Salle de Concert de la Leipziger Straße sous la direction de Benjamin Bilse. Le 5 mai, Wagner a lui-même dirigé la pièce au Staatsoper Unter den Linden en présence de l'empereur Guillaume Ier.

### Orchestration
| Instrumentation de la Kaisermarsch                                   |
| Cordes                                                               |
| premiers violons, seconds violons, altos, violoncelles, contrebasses |
| Bois                                                                 |
| 1 piccolo, 2 flûtes, 3 hautbois, 3 clarinettes en si♭, 3 bassons     |
| Cuivres                                                              |
| 4 cors en fa, 3 trompettes en fa et en si♭, 3 trombones, 1 tuba      |
| Percussions                                                          |
| 3 timbales triangle, grosse caisse, tambour                          |
| Voix                                                                 |
| Chœur : sopranos, altos, ténors, basses                              |

## Texte
Heil! Heil dem Kaiser! König Wilhelm!

Aller Deutschen Hort und Freiheitswehr!

Höchste der Kronen,

Wie ziert Dein Haupt sie hehr!

Ruhmreich gewonnen

Soll Frieden Dir lohnen!

Der neu ergrünten Eiche gleich

Erstand durch Dich das Deutsche Reich.

Heil seinen Ahnen!

Seinen Fahnen!

Die Dich führten, die wir trugen,

Als mit Dir wir Frankreich schlugen!

Feind zum Trutz,

Freund zum Schutz!

Allem Volk das Deutsche Reich

Zu Heil und Nutz!